# Ingrid Andress
Ingrid Elizabeth Andress (1991) is een Amerikaans countryzangeres.
In 2019 brak de zangeres door met de single "More Hearts Than Mine", en sindsdien bracht ze twee albums uit.

## Albums
- Lady Like (2020)
- Good Person (2022)